# Scania Citywide
De Scania Citywide is een busmodel van het Zweedse bedrijf Scania. De Citywide is zowel geschikt voor de stadsdienst als de streekdienst en heeft als broertjes de Scania OmniCity (stadsbus) OmniLink (streekbus), de OmniLine (touringcar) en de OmniExpress (interstedelijk). De bus werd geïntroduceerd in 2011 op de tentoonstelling Busworld en is verkrijgbaar als Low Entry en als Low Floor. Daarnaast is er sinds 2014 een dubbeldekker prototype, dat ontwikkeld is samen met BVG.

## Versies
Er zijn twee versies beschikbaar van de Citywide. Een lage vloerversie (LF) en een lage instapversie (LE). Daarnaast zijn er verschillende lengtes, namelijk 10.5, 12, 15 en 18 meter.

### Scania Citywide LF
De LF-versie is beschikbaar in drie lengtes met vijf verschillende aandrijvingen.

#### Korte versie
- Scania Citywide LF 10,9 m diesel
- Scania Citywide LF 10,9 m biodiesel
- Scania Citywide LF 10,9 m bioethanol
- Scania Citywide LF 10,9 m CNG

#### Normale versie
- Scania Citywide LF 12 m diesel
- Scania Citywide LF 12 m biodiesel
- Scania Citywide LF 12 m bioethanol
- Scania Citywide LF 12 m electric
- Scania Citywide LF 12 m CNG

#### Gelede versie
- Scania Citywide LFA 18,1 m diesel
- Scania Citywide LFA 18,1 m biodiesel
- Scania Citywide LFA 18,1 m bioethanol
- Scania Citywide LFA 18,1 m CNG

#### Dubbeldekker versie
- Scania Citywide LFDD 10,9 m diesel

### Scania Citywide LE
De LE-versie is beschikbaar in drie lengtes met vier verschillende aandrijvingen.

#### Normale versie
- Scania Citywide LE 12 m diesel
- Scania Citywide LE 12 m biodiesel
- Scania Citywide LE 12 m bioethanol
- Scania Citywide LE 12 m CNG

#### Verlengde versie
- Scania Citywide LE 15 m diesel
- Scania Citywide LE 15 m biodiesel
- Scania Citywide LE 15 m bioethanol
- Scania Citywide LE 15 m CNG

#### Gelede versie
- Scania Citywide LEA 18,1 m diesel
- Scania Citywide LEA 18,1 m biodiesel
- Scania Citywide LEA 18,1 m bioethanol
- Scania Citywide LEA 18,1 m CNG

## Inzet
Dit model wordt momenteel ingezet op verschillende busdiensten, waaronder in Nederland en België. In Nederland rijdt EBS sinds december 2018 met 10 Scania Citywide bussen. In België heeft Veolia Transport in januari 2013 een aantal bestellingen gedaan voor haar dochterbedrijven om een deel van hun wagenparken te vernieuwen. Een van de bestellingen waren 29 Scania Citywide bussen. De eerste bussen zijn eind 2013 afgeleverd aan onder andere B&C. De tweede serie bussen werden in januari/februari 2014 afgeleverd aan onder andere VBM en Reizen De Valk. Tien andere worden in het voorjaar van 2014 afgeleverd en de laatste eind 2014.
| Bedrijf                                  | Type                     | Aantal | Series          | Inzet                                         | Opmerking |
| België                                   | België                   | België | België          | België                                        | België |
| ---------------------------------------- | ------------------------ | ------ | --------------- | --------------------------------------------- | --- |
| A. De Voeght & Co                        | LE 13 m diesel           | 1      | 331364          | Vlaams-Brabant                                | |
| A. Weyn & Zonen                          | LE 13 m diesel           | 2      | 221766 - 221767 | Oost-Vlaanderen                               | |
| Autobus De Schelde                       | LE 12 m diesel           | 1      | 111804          | Antwerpen                                     | |
| Autobus De Schelde                       | LE 12 m diesel           | 2      | 111806-111807   | Antwerpen                                     | |
| Autobus De Schelde                       | LE 12 m diesel           | 1      | 119905          | Antwerpen                                     | |
| Autobus De Schelde                       | LE 12 m diesel           | 1      | 119908          | Antwerpen                                     | |
| Autobus Georges                          | LE 13 m diesel           | 2      | 457191 - 457192 | Henegouwen                                    | 457191 is 6 maanden na aankoop verkocht aan Autobus Latour 457192 is na verkoop van 457191 hernummerd naar 457191                             |
| Autobus Latour                           | LE 12 m diesel           | 1      | 558157          | Namen                                         | Voormalig Autobus Georges 457191 |
| Autobusbedrijf G. Mebis                  | LE 13 m diesel           | 2      | 442072 - 442073 | Limburg                                       | |
| B&C                                      | LE 13 m diesel           | 2      | 119879, 199881  | Regio Turnhout                                | 119879 is eerste bus van dit type in België.                                                                                                  |
| B&C-De Duinen                            | LE 13 m diesel           | 4      | 106301 - 106304 | Regio Turnhout                                | Zijn eigendom van De Duinen |
| B&C-De Duinen                            | LE 13 m diesel           | 2      | 106385 - 106386 | Regio Turnhout                                | Zijn eigendom van B&C |
| Bus De Polder                            | LE 13 m diesel           | 2      | 112246, 105647  | Antwerpen                                     | 105647 is voormalig Reizen De Valk 442333 |
| Cars Lux                                 | LE 12 m diesel           | 2      | 331117 - 331118 | Vlaams-Brabant                                | |
| De Decker - Van Riet                     | LE 12 m diesel           | 2      | 303109-303110   | Vlaams-Brabant                                | De bussen zijn sinds maart 2015 in dienst. |
| De Decker - Van Riet                     | LE 12 m diesel           | 1      | 303314          | Vlaams-Brabant                                | De bussen zijn sinds maart 2015 in dienst. |
| De Decker - Van Riet                     | LE 12 m diesel           | 2      | 331015-331016   | Vlaams-Brabant                                | De bussen zijn sinds maart 2015 in dienst. |
| De Duinen                                | LE 13 m diesel           | 1      | 110205          | Antwerpen                                     | |
| Geenens                                  | LE 13 m diesel           | 1      | 220770          | Oost-Vlaanderen                               | |
| Geenens                                  | LE 13 m diesel           | 1      | 220971          | Oost-Vlaanderen                               | |
| Geenens                                  | LE 13 m diesel           | 1      | 220875          | Oost-Vlaanderen                               | |
| Geenens                                  | LE 13 m diesel           | 1      | 220776          | Oost-Vlaanderen                               | |
| Gruson Autobus                           | LE 13 m diesel           | 1      | 550153          | West-Vlaanderen                               | |
| Heidebloem                               | LE 13 m diesel           | 1      | 440996          | Limburg                                       | |
| Hendriks Personenvervoer                 | LE 13 m diesel           | 1      | 105503          | Antwerpen                                     | |
| Intratours                               | LE 12 m diesel           | 2      | 303109 - 303110 | Vlaams-Brabant                                | |
| Intratours                               | LE 12 m diesel           | 1      | 303215          | Vlaams-Brabant                                | |
| Intratours                               | LE 12 m diesel           | 1      | 303219          | Vlaams-Brabant                                | |
| Intratours                               | LE 12 m diesel           | 1      | 303314          | Vlaams-Brabant                                | |
| Intratours                               | LE 12 m diesel           | 1      | 331016          | Vlaams-Brabant                                | |
| Klein-Brabant                            | LE 13 m diesel           | 1      | 111203          | Antwerpen                                     | |
| Van Coillie                              | LE 13 m diesel           | 2      | 551171-551172   | West-Vlaanderen                               | |
| R. Melotte & Co                          | LE 13 m diesel           | 3      | 441522 - 441524 | Limburg                                       | |
| Reizen De Valk                           | LE 13 m diesel           | 5      | 442329 - 442333 | Limburg                                       | 442333 is in januari 2017 verkocht aan Bus de Polder                                                                                          |
| Van Coillie                              | LE 13 m diesel           | 2      | 551171 - 551172 | West-Vlaanderen                               | |
| VBM                                      | LE 13 m diesel           | 1      | 401204          | Limburg                                       | |
| VBM                                      | LE 13 m diesel           | 1      | 401296          | Limburg                                       | Dit is een bus in een Basismobiliteitscontract.                                                                                               |
| VBM                                      | LE 13 m diesel           | 2      | 441701-441702   | Limburg                                       | |
| VBM                                      | LE 13 m diesel           | 1      | 441803          | Limburg                                       | |
| Duitsland                                |                          |        |                 |                                               | |
| BVG                                      | LFDD 10.9 m diesel       | 1      | 3094            | Berlijn                                       | Levering 2015 Buiten dienst |
| BVG                                      | LFA 18 m diesel          | 156    | 4401-4780       | Berlijn                                       | Levering tussen 2014 en 2019 Een deel is sinds eind 2024 / begin 2025 verkocht 4497, 4498 en 4500 werden in 2025 via Womy verhuurd aan Qbuzz. |
| Finland                                  |                          |        |                 |                                               | |
| Aerobus Oy                               | LE 12 m diesel           | 3      | -               | Vantaa                                        | |
| Helsingin Bussiliikenne Oy               | LE 12 m bioethanol       | 2      | 1342-1343       | Helsinki                                      | |
| Onnibus Oy                               | LE 12 m diesel           | 4      | 13001 - 13004   | Tampere                                       | |
| Tammelundin Liikenne Oy                  | LE 12 m diesel           | 1      | 1               | Helsinki, Vantaa                              | |
| Tammelundin Liikenne Oy                  | LE 12 m diesel           | 1      | 12              | Helsinki, Vantaa                              | |
| Turun Linja-autoilijain Osakeyhtiö (TLO) | LE 15 m diesel           | 9      | ?               | Turku                                         | |
| Turun Linja-autoilijain Osakeyhtiö (TLO) | LE 12 m diesel           | 8      | ?               | Turku                                         | |
| Vaasan Paikallisliikenne Oy              | LE 12 m diesel           | 1      | -               | Vaasa                                         | |
| Frankrijk                                |                          |        |                 |                                               | |
| Keolis Angers                            | LE 18 m diesel           | 9      | 678 - 686       | Angers                                        | |
| Nederland                                |                          |        |                 |                                               | |
| Bak Reizen                               | LE 12 m diesel           | 1      | 151             |                                               | Ex Transdev Zweden 1300 |
| EBS                                      | LE 15 m CNG              | 10     | 5040 - 5049     | Haaglanden Streek, Voorne-Putten en Rozenburg | Hadden tot en met oktober 2022 de nummers 2001-2010                                                                                           |
| Jan de Wit Group                         | LE 12 m diesel + hybride | 3      | 435 - 437       | Stadsvervoer Amsterdam                        | In GVB-huisstijl |
| Qbuzz                                    | LFA 18 m diesel          | 3      | 2601-2603       | Zuid-Holland Noord                            | Ex-BVG 4497, 4498, 4500 |
| Noorwegen                                |                          |        |                 |                                               | |
| OsloBuss AS                              | LE 18.1 m diesel         | 1      |                 | Oslo                                          | IKEA pendelbus |
| Tide Buss AS                             | LE 14.6 m diesel         | 14     | 3180 - 3193     | Regio Vestfold                                | |
| L/L Setesdal Bilruter                    | LE 12.7 m diesel         | 10     | 200 - 209       | Arendal                                       | |
| TrønderBilene AS                         | LE 12 m diesel + hybride | 4      | ??              | Elverum                                       | |
| Boreal Transport Nord AS                 | LE 12 m diesel           | 12     | ??              | Regio Finnmark                                | |
| Spanje                                   |                          |        |                 |                                               | |
| ALSA                                     | LE 15 m hybride          | 5      | 3802 - 3806     | Madrid                                        | |
| Arriva-DeBlas                            | LE 15 m hybride          | 13     | 708 - 720       | Madrid                                        | |
| Auto Periferia                           | LE 13 m hybride          | 30     | 309 - 328       | Madrid                                        | |
| Avanza Interurbanos                      | LE 13 m hybride          | 7      | 1306 - 1312     | Madrid                                        | |
| Avanza Interurbanos                      | LE 13 m hybride          | 6      | 1320-1325       | Madrid                                        | |
| La Veloz                                 | LE 13 m hybride          | 9      | 1660 - 1668     | Madrid                                        | |
| Llorente                                 | LE 13 m hybride          | 6      | 441 - 446       | Madrid                                        | |
| Zweden                                   |                          |        |                 |                                               | |
| Arriva Sverige                           | LE 18 m diesel           | 2      | 7916 - 7917     | ?                                             | |
| Arriva Sverige                           | LE 18 m diesel           | 1      | 7929            | ?                                             | |
| Nettbuss Sverige                         | LE 12 m electric         | 3 + 3  | n.n.b.          | Östersund                                     | |
| Nobina Sverige AB                        | LE 12 m bioethanol       | 4      | 7689 - 7692     | Södertälje                                    | |
| Nobina Sverige AB                        | LE 15 m diesel + hybride | 1      | 7693            | Södertälje                                    | |
| Nobina Sverige AB                        | LE 15 m CNG              | 2      | 7050, 7053      | Södertälje                                    | |
| Scania CV AB                             | LE 12 m diesel           | 6      | ??              |                                               | Testbussen |
| Scania CV AB                             | LE 12 m CNG              | 1      | ??              |                                               | Testbus |
| Scania CV AB                             | LE 12 m diesel + hybride | 2      | ??              |                                               | Testbussen |
| Scania CV AB                             | LE 12 m bioethanol       | 3      | ??              |                                               | Testbussen |
| Scania CV AB                             | LE 15 m diesel           | 1      | ??              |                                               | Testbus |
| Scania CV AB                             | LE 15 m CNG              | 1      | ??              |                                               | Testbus |
| Scania CV AB                             | LE 18 m diesel           | 2      | ??              |                                               | Testbussen |
| Scania CV AB                             | LF 12 m diesel           | 7      | ??              |                                               | Testbussen |
| Söne Traffik AB                          | LE 12 m CNG              | 3      | ??              | ?                                             | |
| Trelleborgs Hamn AB                      | LF 12 m diesel           | 1      | ??              | Trelleborg                                    | |
| Upplands Lokaltrafik                     | LE 12 m diesel           | 2      | 76 - 77         | Uppsala                                       | |